# Sông Yên (Quảng Nam – Đà Nẵng)
Sông Yên là một phân lưu của sông Vu Gia và là một chi lưu của sông Cầu Đỏ.

## Dòng chảy
Sông tách ra khỏi sông Vu Gia ở chỗ giáp ranh giữa các xã Đại Cường, Đại An và Đại Nghĩa (huyện Đại Lộc, tỉnh Quảng Nam), chảy lên phía Bắc qua Thị trấn Ái Nghĩa, qua giáp ranh giữa xã Đại Hiệp (huyện Đại Lộc) với các xã Điện Hồng và Điện Tiến (huyện Điện Bàn, tỉnh Quảng Nam), rồi chảy qua ranh giới xã Hòa Khương và xã Hòa Tiến, giữa xã Hòa Tiến và Hòa Phong (huyện Hòa Vang, Đà Nẵng) cuối cùng hợp lưu với sông Túy Loan thành sông Cầu Đỏ (sông Cẩm Lệ).
Trên sông tại địa phận xã Hòa Khương và Hòa Tiến có đập thủy lợi An Trạch được xây từ thời Pháp thuộc.

## Cá mòi Sông Yên
Cứ khoảng tháng giêng đến tháng 5 âm lịch, người dân ven sông Yên (huyện Hòa Vang, TP Đà Nẵng) lại ngược dòng sông Yên, buông lưới "săn" cá mòi. Cá mòi không chỉ là món đặc sản nơi đây mà nó còn có một truyền thuyết thú vị.
Bắt đầu từ tháng giêng, cá mòi xuất hiện trên sông Yên và việc đánh bắt của người dân nơi đây kéo dài đến tháng 5. Những con cá mòi từ cửa biển sông Hàn ngược sông Cẩm Lệ rồi chạy vào sông Yên. Đến đập nước An Trạch do dòng sông bị chặn lại, nước trên đập đổ xuống, cá mòi đến đây cũng bị chặn lại nên vùng vẫy, tung tăng trong dòng nước mát của sông Yên chờ ngày đẻ trứng rồi lại quay ra biển khơi. Cứ thế đến tháng 1 năm sau cá mòi lại quay lại sông.

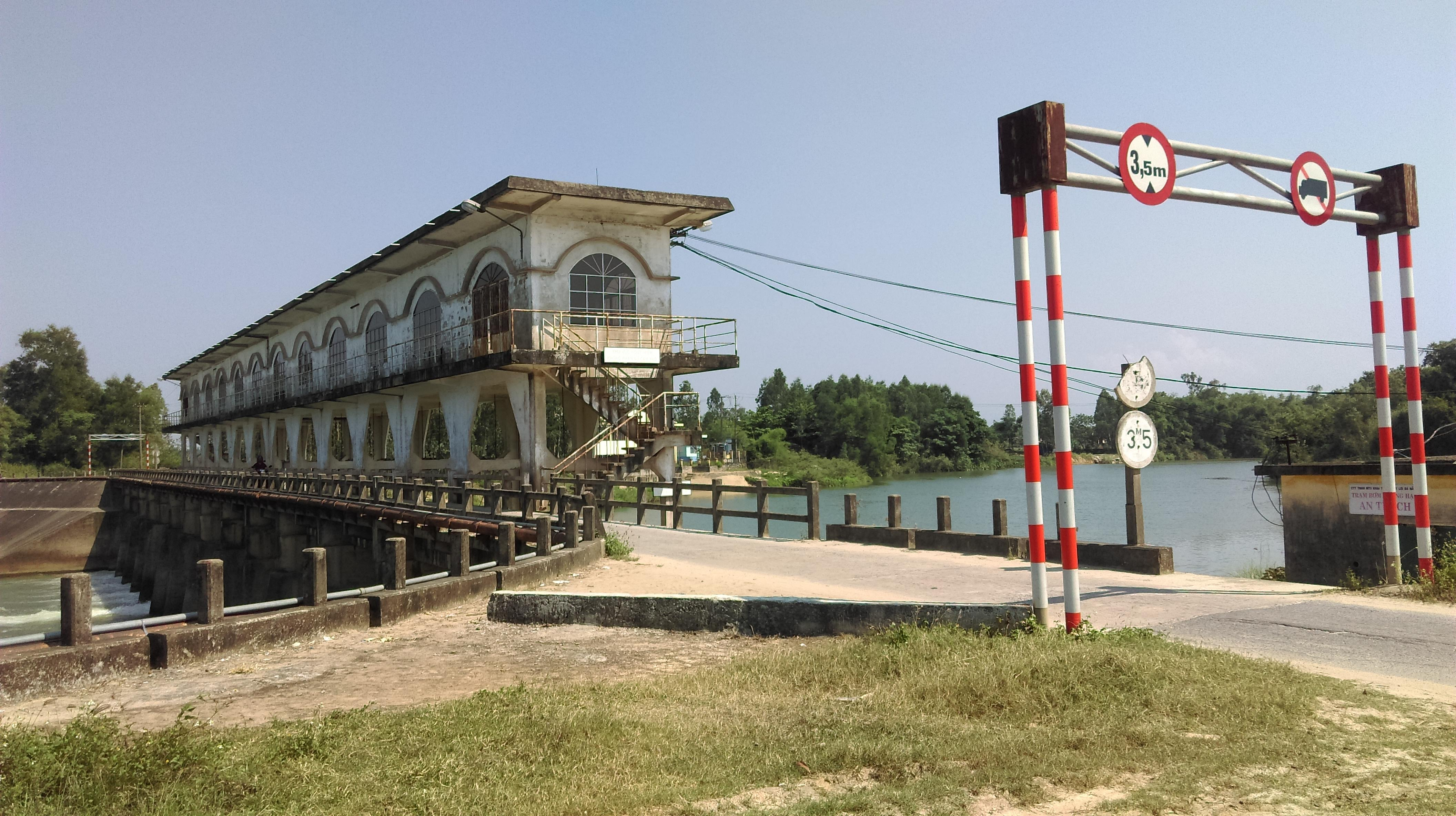
Đập An Trạch, thượng lưu ở bên phải.

Liên quan đến cá mòi có một truyền thuyết thú vị. Theo những người già kể lại, cá mòi là hóa kiếp của chim ngói. Trong bụng cá mòi có mề cá giống y chang mề chim ngói. Hằng năm, khi tiết trời bắt đầu sang thu dịu mát, từng đàn chim ngói bắt đầu bay về biển, chao mình giữa biển cả rồi biến thành cá mòi. Đến mùa xuân năm sau cá mòi lại từ biển chạy ngược về sông Yên.
Mùa xuân là mùa của yêu đương, mùa con cá tìm đến nhau để tự tình vì thế dù xuất hiện từ tháng giêng đến tháng 5 nhưng khoảng thời gian tháng giêng, tháng hai là cá mòi xuất hiện nhiều nhất. Cũng vì thế đây là thời gian người dân xã Hòa Tiến và xã Hòa Khương đánh bắt được nhiều nhất.
Mùa xuân con cá cái mang trứng và đến thì phát dục nên phải vượt nguồn nước chảy mới đẻ. Con đực không muốn rời xa "bạn tình" nên cũng đi theo và cũng là để bảo vệ nòi giống của mình. Đây cũng là dịp để người dân nơi đây được thưởng thức món được sản từ cá mòi.
Các món ăn đặc sản được chế biến từ cá mòi mà người dân Hoà Vang thường làm là: cá mòi nướng chắm nước mắm tiêu, cá mòi chiên ăn với rau mùi, rau thơm hay cá mòi cũng có thể xay nhuyễn để làm chả cá, người dân đánh bắt nhiều còn phơi khô hay làm mắm...